# به-ده-سبل، کبک
به-ده-سبل (به فرانسوی: Baie-des-Sables) شهری در منطقه شهری ماتان ناحیه با-سن-لوران در استان کبک کانادا است. در سرشماری سال ۲۰۱۱ این شهر ۶۴۳ نفر جمعیت داشته‌است و مساحت آن ۶۴٫۵۴ کیلومتر مربع است.